# Национальная библиотека Венесуэлы
Национальная библиотека Венесуэлы ( BNV ) библиотека, расположенная в столичном округе, муниципалитет Либертадор, приход Альтаграсия, в конце проспекта Пантеон в Каракасе, созданная 13 июля 1833 года указом президента в соответствии с правительство генерала Хосе Антонио Паэса.
В настоящее время он имеет характер автономного института при Министерстве культуры, учрежденного Законом от 27 июля 1977 года.
В здании площадью 80 тысяч квадратных метров хранится около 300 0000 томов книг. Кроме того, коллекция включает в себя множество хорошо сохранившихся гемерографических, документальных и аудиовизуальных копий. В библиотеке пять инкунабул, самая старая из которых датирована 1471 годом.
В этой библиотеке есть следующие подразделения:
- Автоматизированный каталог
- CEDINBI ( Центр библиотечной информации и документации )
- Общий библиографический сборник (CBG)
- Гемерографическая коллекция (CH)
- Сборник официальных публикаций (CPO)
- Старое документальное собрание (CDA)
- Коллекция Arcaya (Калифорния)
- Коллекция звуков и фильмов и Коллекция плоских произведений (CSCCOP).

## Миссия
Библиотека создана для того, чтобы:
- Содействовать, планировать и координировать развитие в Венесуэле национальной системы библиотечных услуг и гуманитарной, научной и технологической информации.
- Быть центром хранения венесуэльского и венесуэльского библиографического и небиблиографического документального наследия и, следовательно, создателем и администратором Аудиовизуального архива Венесуэлы, Hemeroteca и Mapoteca.
- Быть ответственным за Национальную справочную службу.
- Быть координирующим ядром Национальной системы публичных библиотек.
- Быть национальным центром охраны природы.

## Национальная система публичных библиотек

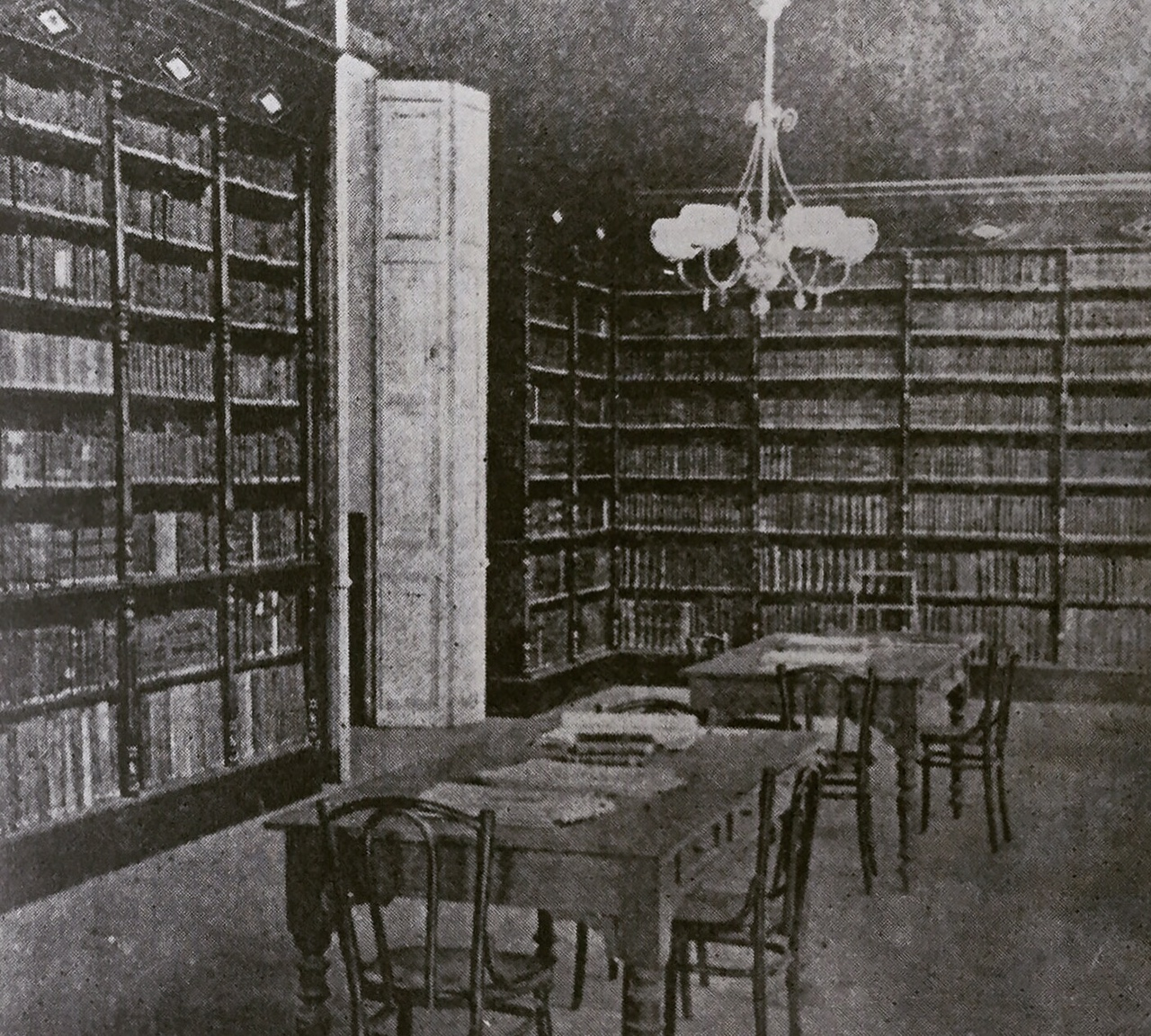
Юго-западный зал бывшей штаб-квартиры Национальной библиотеки, расположенный между углами Сан-Франсиско и Ла-Больса в Каракасе (примерно конец 19 века).

Публичные библиотеки — удобные информационные центры, которые предоставляют своим пользователям всевозможные знания и информацию.  Они также работают как центры встреч и участия и проводят различные мероприятия. В Венесуэле Национальная система публичных библиотек состоит из 685 библиотек, распределенных по всей территории страны.